# Puccinellia coarctata
Puccinellia coarctata — вид трав'янистих рослин родини Тонконогові (Poaceae). Поширений в арктичних і північних бореальних областях Ґренландії та Європи.

## Таксономічні примітки
P. coarctata належить до складної P. distans групи, де думки відрізняються дуже сильно про те, скільки видів повинні бути визнані й де межі цих видів. P. coarctata належить до агрегату P. nutkaënsis, P. coarctata, P. laurentiana, P. lucida. Puccinellia nutkaënsis s. str. не доходить до Арктики. Більшість арктичного матеріалу було названо P. coarctata, тоді як P. laurentiana досягає Арктики в західній Ґренландії, а P. lucida — в Гудзоновій затоці.

## Опис
Це багаторічні поодинокі трав'янисті рослини, які ростуть у невеликих, щільних або вільних купинах. Коріння не скручене. Базальні піхви блідо-солом'яного кольору, з сильними, блідими жилами. Стебла 5–10 см, висхідні або розлогі, голі й гладкі, з 2–3 листками. Листки 4–8 см завдовжки, гладкі й голі, зелені або з пурпурним відтінком, з жилками на верхній поверхні широкими й чітко піднятими. Лігули 0.8–1.2 мм, вершини округлі або іноді нерівномірні.
Одиниці суцвіття Poaceae — колоски, майже завжди численні в волотях або колосовидих суцвіттях. Колоски складаються з 2-х лусок (приквіток для колоска) і одної або кількох квіток.
Суцвіття — відкриті волоті, до 3 × 1.5 см, які займають 1/3–1/4 від довжини стебла. Волоті з 4–6 вузлами з 1–3 гілочками в кожному з нижніх вузлів. Гілочки висхідні або розлогі, 8–15 мм, кожна має 1–5(6) колосків, головним чином, у своїй дистальній половині. Колоски 4–6 × 1.3–2.1 мм, з 3–5 квітками. Приквітки (луски і леми) з закругленими спинками. Луски нерівні, значно коротші, ніж леми, гладкі й голі, нижні луски 0.8–1.2 × 0.5–0.7 мм, широко яйцевиді або довгасті, тупі або округлі, з 3 жилками, вершини цілі або злегка розірвані, блідо-зелені або блідо-фіолетові з широким білим напівпрозорим краєм; верхні луски 1.4–1.6 × 0.8–1.1 мм, довгасті, підгострі, з 3-ма жилками, забарвлені як нижні. Леми 2–3 × 0.8–1.3 мм, довгасті, вершини тупі або усічені, з (5)7 неясними жилками, гладенькі й голі (без волосків на жилках), блідо-фіолетові (часто блідо-зелені проксимально), без виразного напівпрозорого краю. Пиляки 0.6–0.8 мм завдовжки. Плоди — однонасінні сім'янки. 2n= 42 (6x).

## Відтворення
Статеве розмноження насіння; немає вегетативного розмноження. Вітрозапильний вид. Плоди не мають спеціальних пристосувань для розповсюдження, але поширюється майже виключно морськими течіями.

## Поширення
Північна Америка (Ґренландія), Європа (Фарерські острови, Ісландія [але потрібне підтвердження], пн. Фінляндія, пн. Швеція, пн. Норвегія [вкл. Ян-Маєн, а також о. Ведмежий, а. Шпіцберген], арктичноєвропейська Росія).
Приморський вид. Зростає в ущелинах прибережних скель, на берегових терасах, на гравійних і піщаних берегах, де водоростеві залишки осідають.